# Londyn 08:15 (singel)
Londyn 08:15 – drugi singel zespołu Ira promującym ósmą studyjną płytę Londyn 08:15. Singel został wydany jedynie formą elektroniczną, podobnie jak i Trochę wolniej. Utwór trwa 3 minuty i 34 sekundy, został zamieszczony na drugiej pozycji na krążku, jest szóstym utworem co do najdłuższych znajdujących się na płycie.
Tekst utworu opowiada o współczesnej masowej emigracji młodych wykształconych Polaków do pracy w Anglii, którzy pracują tam m.in. jako piekarze, murarze, itp. i nie mają zamiaru wracać do kraju. W podobnej sytuacji byli sami muzycy grupy, którzy w 2001 roku, zmuszeni złą sytuacją materialną wyjechali do USA by pracować jako malarze pokojowi (Gadowski, Sujka), oraz jako szklarze (Owczarek). Autorem tekstu do utworu jest tekściarz Wojciech Byrski, który wraz z menażerem grupy Mariuszem Musialskim jest współkompozytorem utworu. Piosenka ta jest utworem przewodnim całej płyty, która ma taką samą nazwę. Od tego utworu zaczerpnięto nazwę dla płyty.
Utwór jest utrzymany w łagodniejszym melodyjnym rockowym brzmieniu. Kompozycja nie posiada solówki gitarowej. Gościnnie w tym utworze w chórkach wystąpił Maciej Prusiński, wokalista radomskiej rockowej grupy 96 Project, oraz na instrumentach perkusyjnych zagrał perkusista tej grupy, Piotr Matysiak.
Utwór Londyn 08:15 zajął 5 miejsce w plebiscycie "Przebój roku 2007" zorganizowanego przez POPListę w radiu RMF FM.
W zestawie podsumowującym 2007 rok według miesięcznika Teraz Rock, utwór Londyn 08:15 zajął 9 miejsce, w kategorii "Przebój".
Piosenka ta została nominowana do prestiżowej nagrody Superjedynki 2008 w kategorii Przebój roku.

## Lista utworów
1. "Londyn 08:15"- (M.Musialski / W.Byrski – W.Byrski) – 3:34

## Twórcy
Ira
- Artur Gadowski – śpiew, chór
- Wojciech Owczarek – perkusja
- Piotr Sujka – gitara basowa, chór
- Marcin Bracichowicz – gitara
- Piotr Konca – gitara, chór

Muzycy sesyjni
- Maciej Prusiński – chórki
- Piotr Matysiak – instrumenty perkusyjne

Produkcja
- Produkcja: Mariusz Musialski ("El Mariachi Management")
- Produkcja muzyczna: Marcin Limek, Piotr Matysiak
- Realizacja nagrań: Marcin Limek i Piotr Matysiak w Nine Six Studio Project
- Mix: Marcin Limek i Piotr Matysiak w Nine Six Studio Project
- Aranżacja: Wojciech Byrski/Mariusz Musialski
- Tekst piosenki: Wojciech Byrski
- Mastering: Marcin Limek i Piotr Matysiak w Nine Six Studio Project
- Edycja komputerowa: Marcin Limek i Piotr Matysiak w Nine Six Studio Project

## Miejsca na listach przebojów
| Rok  | Single       | Lista                              | Pozycja                       |
| ---- | ------------ | ---------------------------------- | ----------------------------- |
| 2007 | Londyn 08:15 | Radio Gol FM                       | Nr 4                          |
| 2007 | Londyn 08:15 | Radio RMF FM                       | Nr 2 (28.11.2007, 30.11.2007) |
| 2007 | Londyn 08:15 | POPLista RMF FM (przebój roku)     | Nr 5                          |
| 2008 | Londyn 08:15 | Lista Przebojów Programu Trzeciego | Nr 47                         |

## Notowania
| Pozycja | 19 | 12 | 7 | 4 | 7 | 19 | 13 | 7 | 4 | 2 | 7 | 2 | 13 | 7 | 4 | 10 | 7 | 16 | 7 | 4 | 16 | 20 | 16 | 4 | 13 | 2 | 4 | 13 | 7 | 16 | 19 |

- Utwór na POPLiście zadebiutował na 19 miejscu, podczas 1530 notowania, które się odbyło 15 listopada 2007 roku.

| Pozycja | 22 | 6 | 30 | 10 | 5 | 3 | 14 | 3 | 3 | 3 | 5 | 2 | 4 | 8 | 18 | 24 | 23 | 13 | 15 | 21 | 26 | - | 27 | 22 | 20 | 23 |

- Utwór na liście zadebiutował 4 listopada 2007 roku.